# Nocturnal Bloodlust
Nocturnal Bloodlust (ノクターナル・ブラッドラスト, estilizado em maiúsculas e algumas vezes abreviado para Nokubura ノクブラ) é uma banda japonesa de deathcore e metalcore do movimento visual kei, formada em 2009 em Tóquio. Atualmente fazem parte da gravadora MAVERICK. Inicialmente, eram apenas uma banda de rock sem influências de visual kei, mas adotaram o gênero em 2012 quando o guitarrista Junpei e o baterista Gaku deixaram a banda.
Nocturnal Bloodlust foi ranqueado em nono lugar no ranking de artistas visual kei da JRock News de 2020 e em décimo primeiro lugar em 2018.

## Carreira
Fizeram seu primeiro show em Shinjuku em outubro de 2009. Depois, participaram de festivais como o Bloodaxe Festival e o Gekirock no Japão. Em 2011, após adotarem o estilo visual kei, lançaram um single de duas edições: "Voices of the Apocalypse -sins-" e "Voices of the Apocalypse -virtues-".
Depois de alguns anos lançando apenas EPs e singles, em 2013 a banda lançou seu primeiro álbum completo: "Grimoire". seguido de três singles lançados consecutivamente, "Strike in the fact" em março, "DESPERATE" em abril e "LIBRA" em maio de 2014. Em dezembro do mesmo ano, lançaram seu segundo álbum, "THE OMNIGOD".
A banda havia feito apenas shows no Japão até 2016, quando eles fizeram um show em Shangai, na China. Mais tarde, fizeram uma turnê na Europa, mais precisamente no Reino Unido, Hungria, França, Holanda e Alemanha. Em 2017, a banda lançou uma coletânea de melhores músicas e fez uma pequena turnê pela ásia fazendo shows em Taipei e Hong Kong.
Em outubro de 2018, os guitarristas Cazqui e Daichi anunciaram sua saída da banda, expressando sua decepção devido a equipe manipular mal a receita da banda. Os dois realizaram seu último show no Nocturnal Bloodlust em dezembro do mesmo ano.
Anunciaram seu novo EP The Wasteland em 2020, junto com a entrada de dois novos guitarristas: Yu-taro e Valtz. O mini álbum foi lançado em 13 de dezembro.
Em 2022 lançaram o álbum Argos, com a canção "Cremation" que teve a participação de PK da banda Prompts.

## Influências
Em uma entrevista com o website JaME World de 2016, Masa e Hiro citaram Suicide Silence como influência, Cazqui e Masa citaram Dir en grey e Natsu especificou Joey Jordison do Slipknot. Os membros também mencionaram Lamb of God, Luna Sea, The Black Dahlia Murder, Whitechapel, Envy, entre outros.

## Membros
- Hiro – vocais (2009–presente)
- Masa – baixo (2009–presente)
- Natsu – bateria (2011–presente)
- Yu-taro – guitarra (2020–presente)
- Valtz – guitarra (2020–presente)

### Ex-membros
- Daichi – guitarra (2013–2018)
- Lin – guitarra (2019)
- Junpei – guitarra (2009-2011)
- Gaku – bateria (2009-2011)
- Cazqui – guitarra (2009–2018)

## Discografia
Álbuns de estúdio
- Grimoire (2013)
- The Omnigod (2014)
- Argos (2022)

EPs
- Ivy (2012)
- Omega (2013)
- ZēTēS (2016)
- Whiteout (2018)
- Unleash (2019)
- The Wasteland (2020)

Álbuns de compilação
- The Best '09–'17 (2017)

Singles
- Voices of the Apocalypse -virtues- (2011)
- Voices of the Apocalypse -sins- (2011)
- Bury Me (2012)
- Last Relapse (2012)
- Obligation (2012)
- Disaster / UNBREAKABLE (2013)
- Triangle Carnage (2013)
- Strike in Fact (2014)
- DESPERATE (2014)
- Libra (2014)
- PROVIDENCE (2015)
- "Jūsō" (銃創) (2015)
- SUICIDE (2017)
- Live to Die (2017)
- Whiteout (2018)
- "Life Is Once" (2020)
- "Only Human" (2020)
- "Reviver" (2020)
- "The One" (2021)
- "Despise" (2023)
- "Kingdom" (2023)